# Petit Mahanadi
Petit Mahanadi (Petit Gran Riu) és un riu de l'Índia al districte de Mandla a Madhya Pradesh. Neix a 23° 06′ N, 80° 41′ E / 23.100°N,80.683°E. Desaigua al riu Son o Soane després d'un curs de 165 km. Els dos costats del riu estan coberts de jungla hi s'han trobat jaciments de carbó prop de Deori on també hi ha una font termal.